# Mantalania sambiranensis
Mantalania sambiranensis är en måreväxtart som beskrevs av René Paul Raymond Capuron och J.-f.Leroy. Mantalania sambiranensis ingår i släktet Mantalania och familjen måreväxter.
Artens utbredningsområde är Madagaskar. Inga underarter finns listade i Catalogue of Life.